# Азриэль из Жероны
Азриэль из Жероны, также Азриэль бен Менахем (1160—1238), — известный еврейский каббалист XII века жеронской школы, ученик Исаака Слепого. Утверждают, что рабби Эзра бен Соломон и рабби Азриэль впервые опубликовали многие термины и идеи, которые преобладали в каббале в течение следующих семисот лет. Рабби Азриэль был учителем Нахманида — выдающегося каббалиста Жероны.
Труды рабби Азриэля посвящены объяснению 10 сфирот, мистической интерпретации еврейской литургии и агады. Они включают «Объяснение Десяти Сефирот» и «Комментарий к талмудическим легендам.» Согласно традиции неоплатонизма. Бог понимался как абсолют, о котором ничего нельзя сказать, кроме того, что это бесконечность (Эйн соф). Из Эйн соф исходят сфирот, которые не как в «Сефер Йецира» представляют собой цифры или стихии, но являются орудиями Бога и выражением его созидающей энергии, совершенной в отношении самого абсолюта и несовершенной в отношении существования и изменения вещей сотворенных. Эйн соф — «свет в самом себе», все другое возникает в процессе эманации, усиливающейся или ослабляющейся в зависимости от сближения или удаления от своего первоисточника. Чтобы познать Бога, необходимо сосредоточиться на буквах его имени YHWH, согласно которым он проявляется в мирах Ацилут, Брия, Йецира, Асия.
Азриэль находился под влиянием Соломона ибн Габироля — одного из основоположников каббалистического учения о десяти сефирот. Габиролевское учение о божественной воле также просматривается в каббале рабби Азриэля. В то время как его учитель Исаак Слепой считал божественную мысль первой инстанцией эманирующей из Эйн соф, Азриэль, напротив, утверждал, что божественная воля — это первая эманация. Поэтому, это был акт воли, а не акт интеллекта, который стал первым проявлением божественного бытия Бога.